# Marché des Enfants-Rouges
Pour les articles homonymes, voir Enfants-Rouges.
Le marché des Enfants-Rouges est le plus vieux marché couvert de Paris. Il est situé 39, rue de Bretagne, dans le 3e arrondissement de Paris.

## Origine du nom
Le nom des « Enfants-Rouges », de même que celui de « marché de Beauce », viennent de la proximité de l'hospice des Enfants-Rouges (1524-1777) créé par Marguerite de Navarre pour des orphelins de père et de mère, qui a aussi donné son nom au quartier et de celle de la rue de Beauce.

## Historique

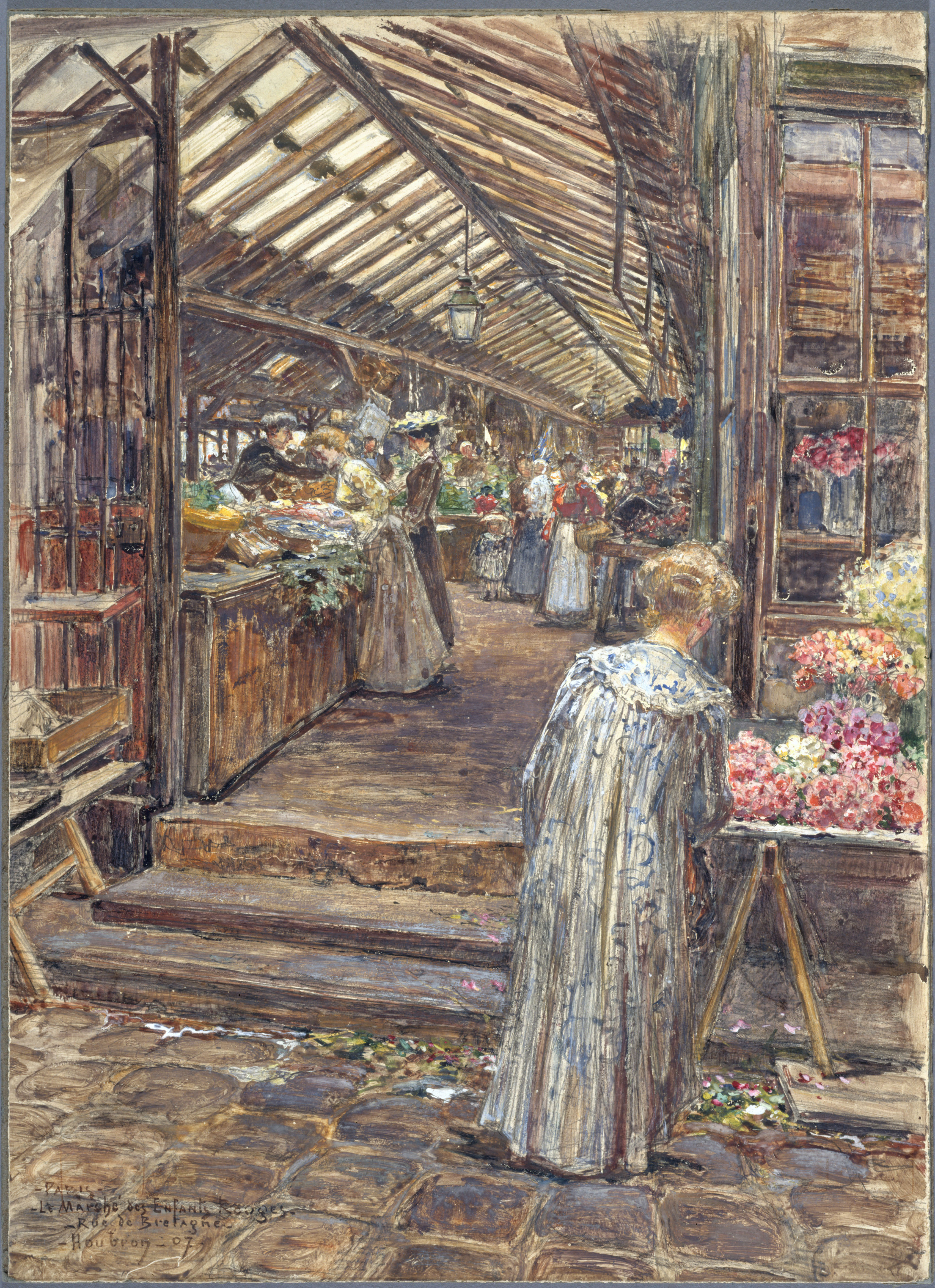
Peinture de Frédéric Houbron - Le Marché des Enfants-Rouges (1908).

Le marché des Enfants-Rouges est créé en 1615 à la demande du roi Louis XIII, on l'appelait alors le « petit marché du Marais ». En 1772, le marché adopte le nom qu'il garde encore aujourd'hui, celui du marché des Enfants-Rouges.
C'est bien longtemps après, en 1912, que la Mairie de Paris l'achète et il devient ainsi le lieu repère des Parisiens pour acheter leur lait.
Le marché des Enfants-Rouges, qui est le plus vieux marché couvert de Paris en service, a fait l’objet d’une inscription au titre des monuments historiques depuis le 8 mars 1982. En 1994, le marché échappe de peu à une démolition et une transformation en parking, le projet voulu par le nouveau Maire de Paris Jacques Chirac n'aboutira finalement pas.
C'est à partir de l'an 2000 que le marché rouvre peu à peu avec de nouveaux commerces à la suite de travaux de rénovation réalisés quelques années auparavant, demandés par Bertrand Tavernier et des locaux.

## Description
Ce marché dispose de trois entrées : située rue de Bretagne,  rue Charlot et rue des Oiseaux

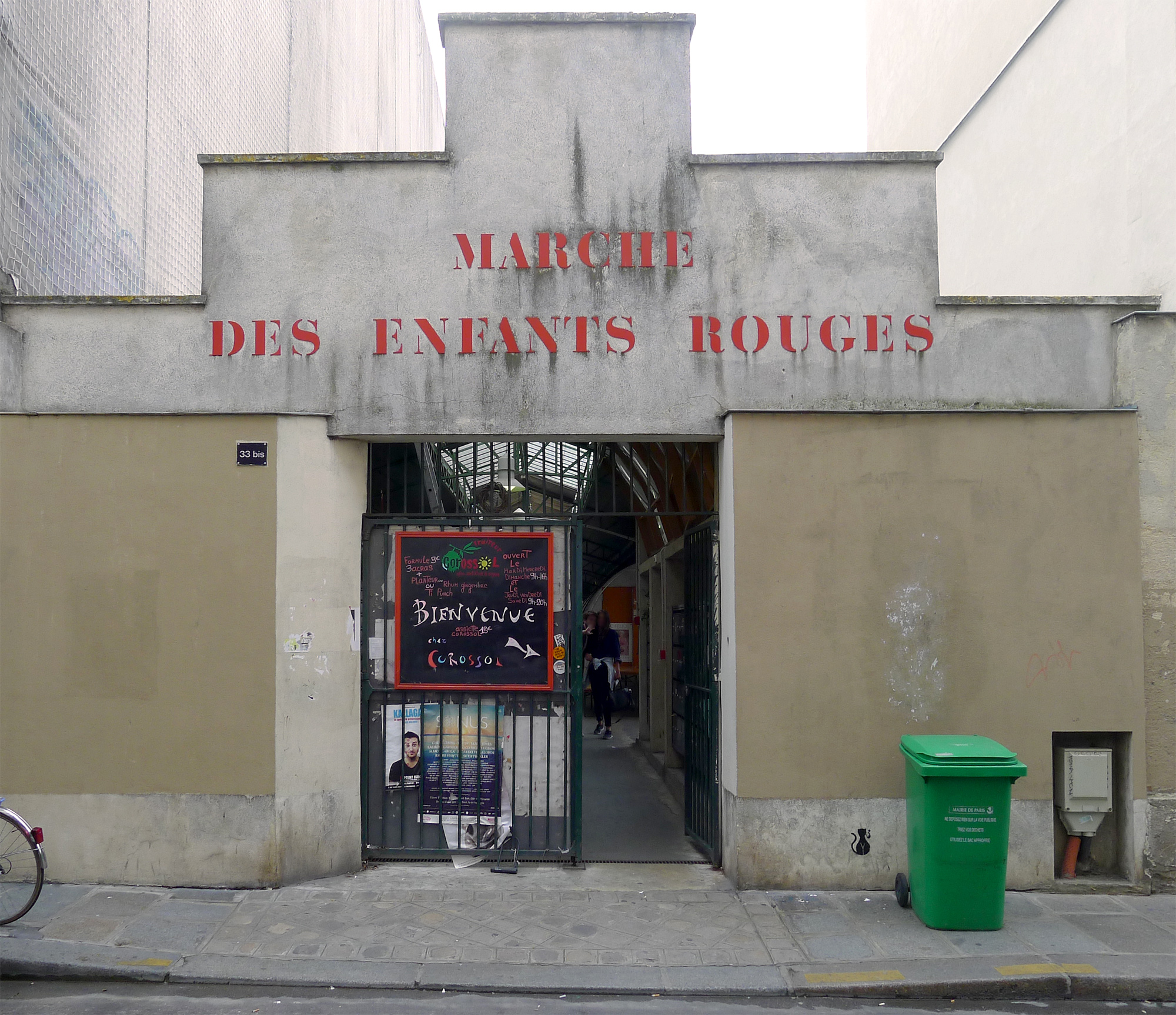
Marché, côté rue Charlot.
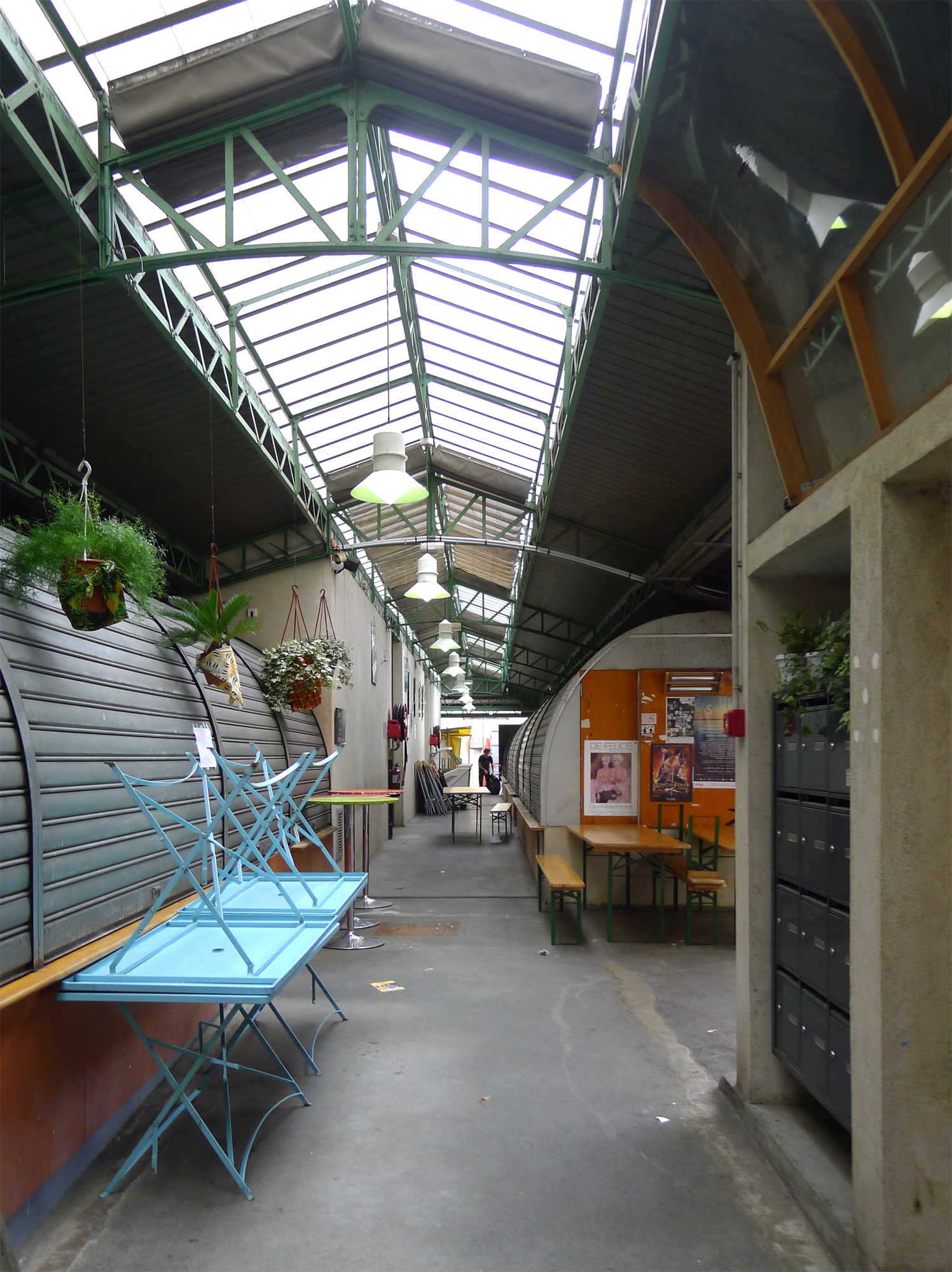
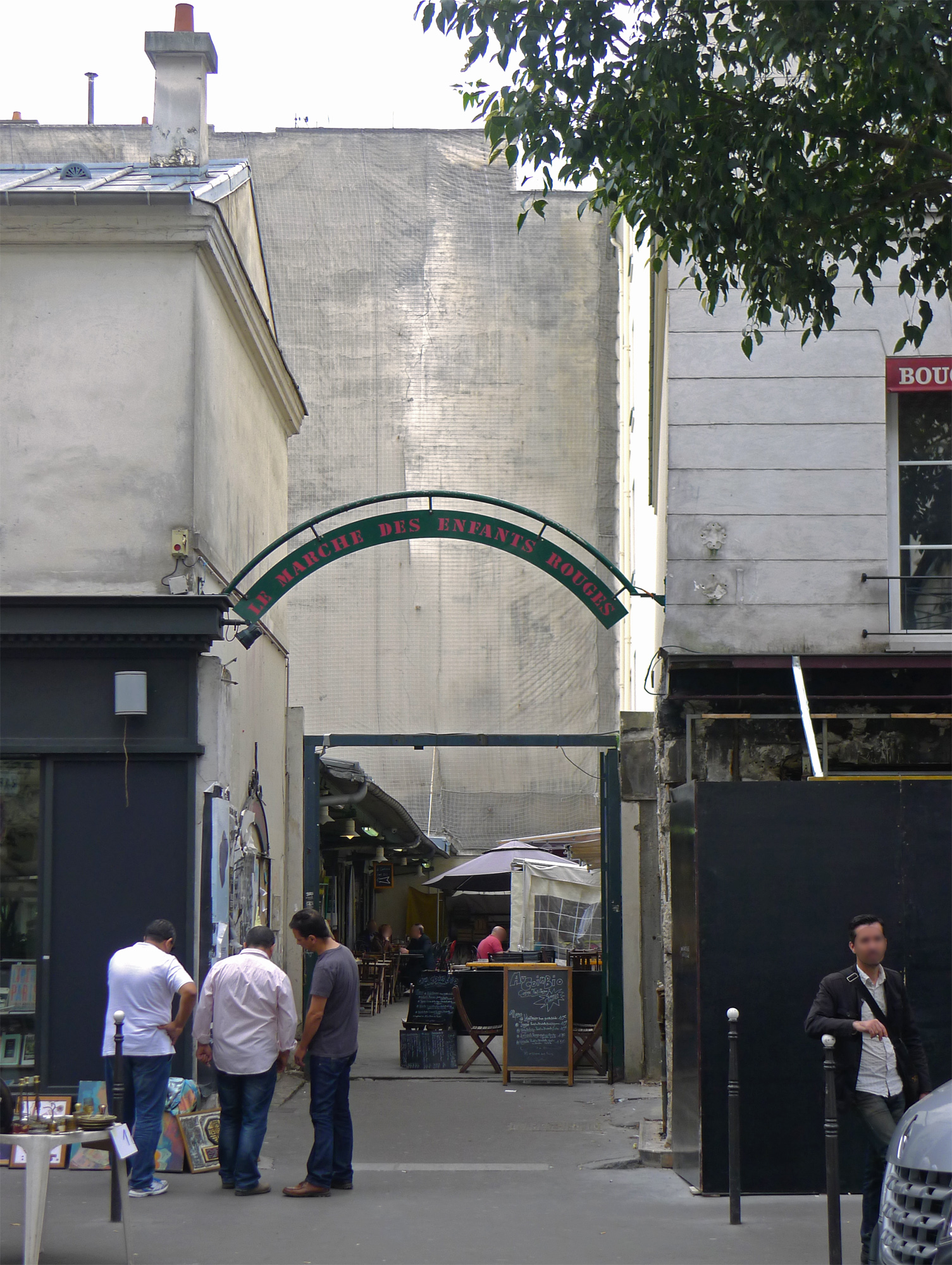
Marché, côté rue de Bretagne.
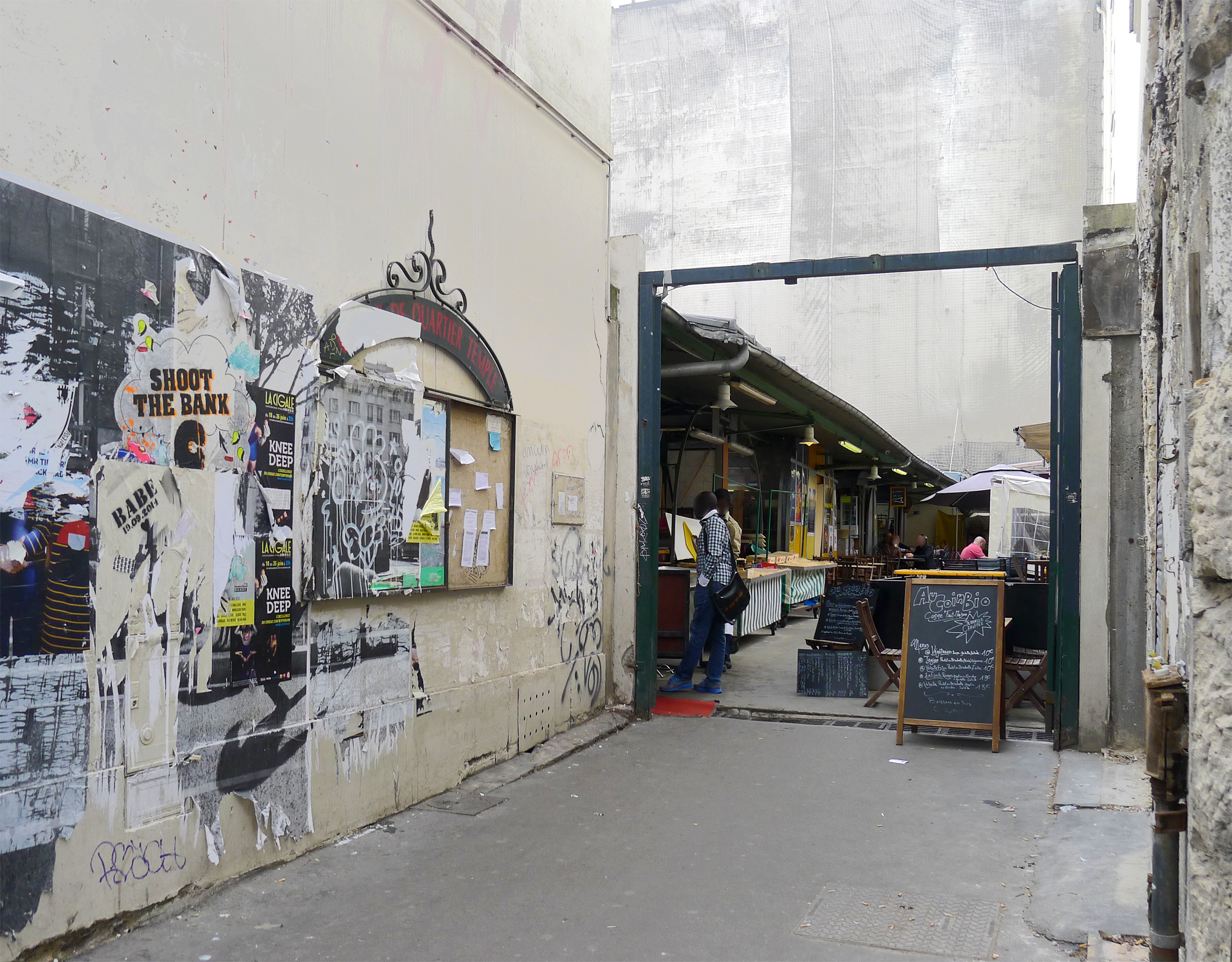

## Sources
- Napoléon Chaix, Paris guide, 1807, Librairie internationale.
- Jacques Hillairet, Dictionnaire historique des rues de Paris, Paris, Les Éditions de minuit, 1972, 1985, 1991, 1997, etc. (1re éd. 1960), 1 476 p., 2 vol.  [détail des éditions] (ISBN 2-7073-1054-9, OCLC 466966117).
- Philippe Sorel, Vie et histoire du 3e arrondissement, Paris, Éditions Hervas, 1999 (ISBN 9782903118228), p. 160